# Park Heremastate

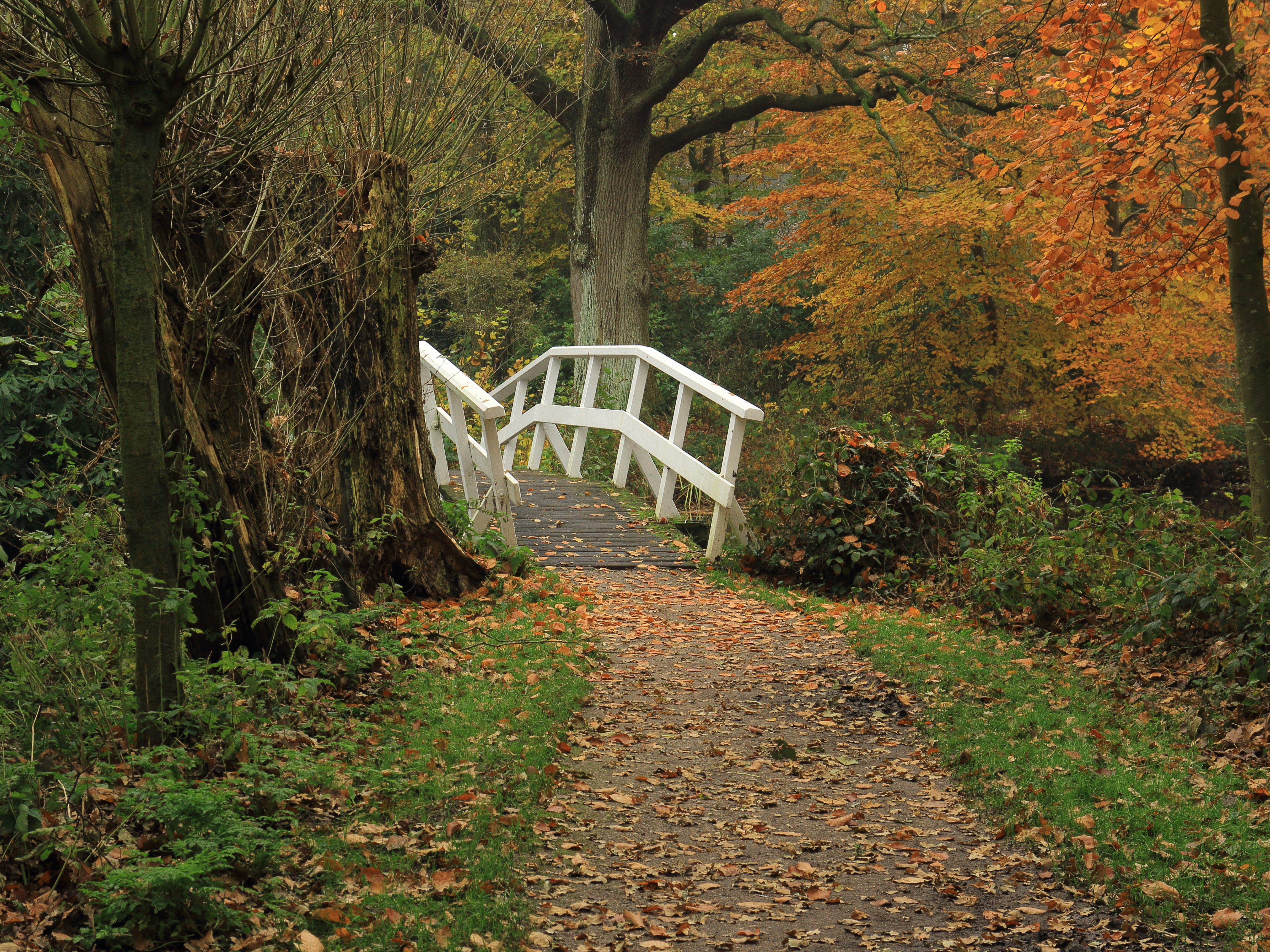
Brug over vijver.

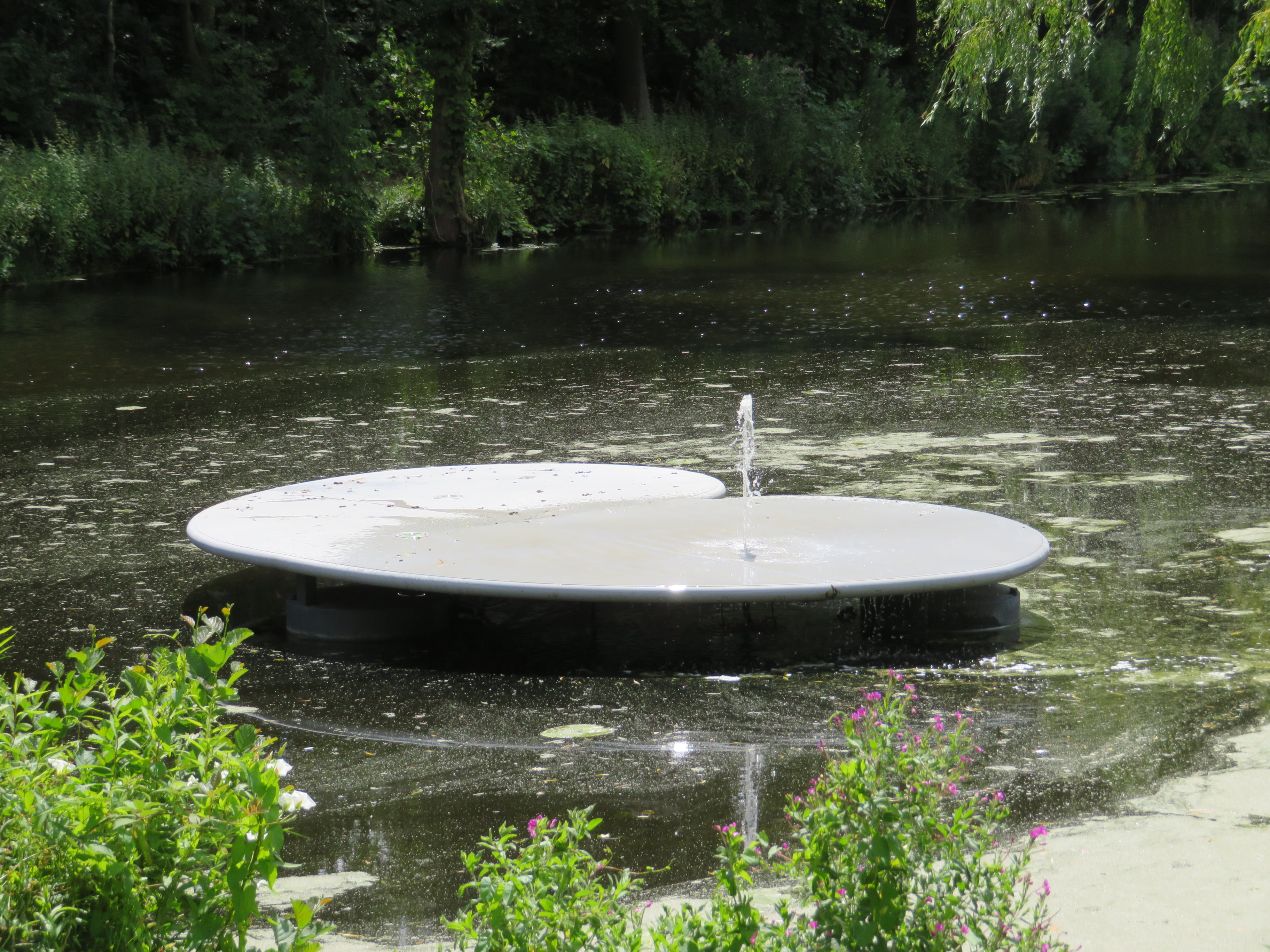
Fontein in de vorm van een pompeblêd

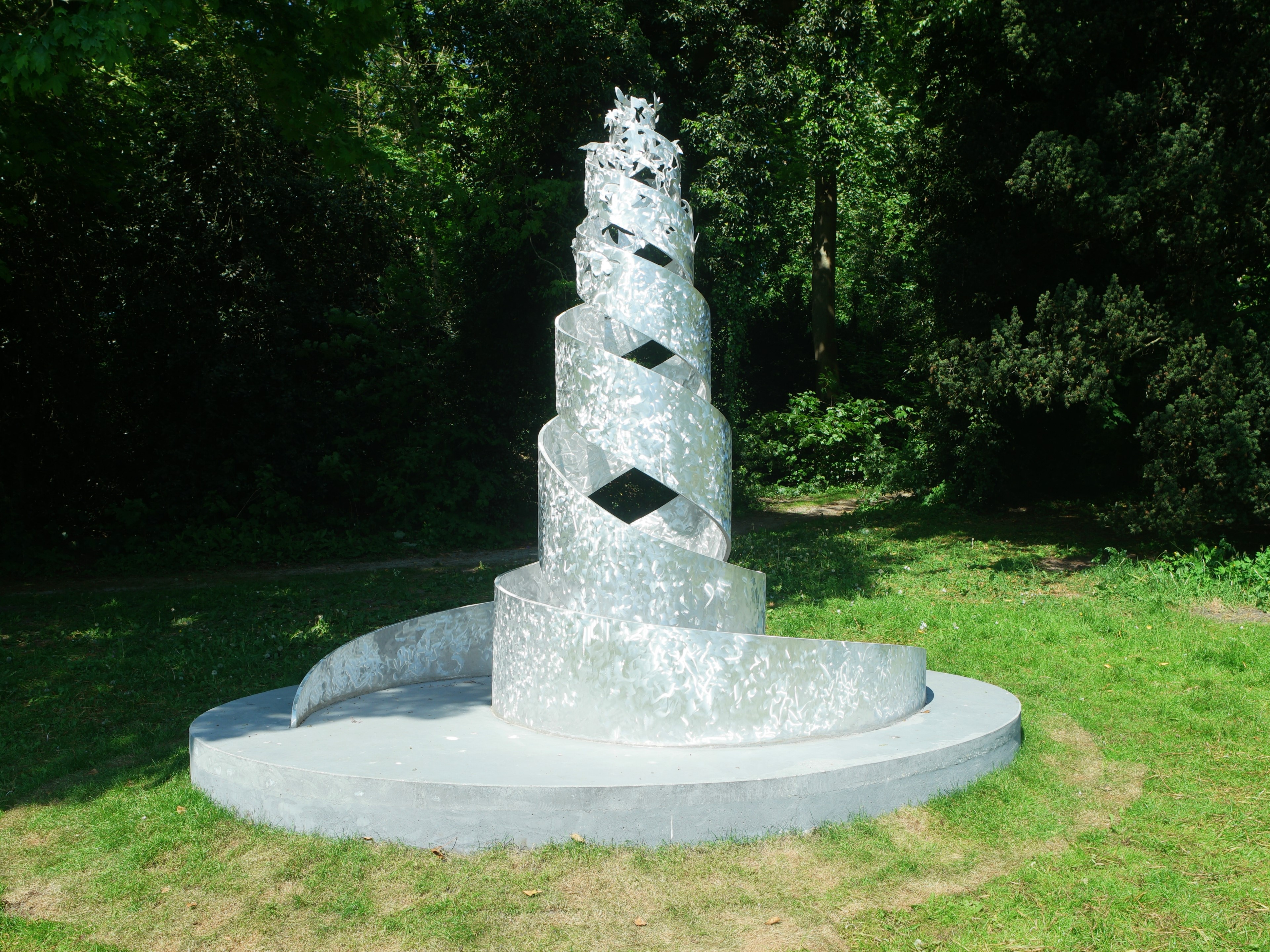
Oorlogsmonument geplaatst in 2025, gemaakt door beeldhouwer Hans Rikken

Park Heremastate is een park rond Herema State, een adellijk huis gelegen in Joure, gemeente De Friese Meren. Het huis fungeert als gemeentehuis en is zeer sterk gewijzigd. In tegenstelling tot de meeste Friese staten werd Herema State niet aan het einde van de oprijlaan gebouwd, maar halverwege, aan de noordelijke zijkant van de laan. Het park is toegankelijk. 

## Geschiedenis
In 1466 stond op deze plaats reeds een stins (steenhuis) omgeven door een slotgracht. Deze stins werd in 1580 afgebroken. Tijdens de 80-jarige oorlog werd hier in 1589 een verdedigingsschans aangelegd. Omstreeks 1625 werd er op de plek van de oude stins een adellijk woonhuis neergezet, de Herema State.
Rond 1670 werden er door Egbert van Baerdt nieuwe ontwerpen van state en tuinen gemaakt. Deze plannen werden in de loop van 1670 verwezenlijkt. In 1689 werd een nieuwe stins gebouwd. Omdat er recht van overpad bestond, werd er een poortgebouw boven het overpad gebouwd. De poort is allang verdwenen, maar de oudere bewoners van Joure noemen Park Heremastate nog steeds de Pörte.
In 1848 werd Het huis opnieuw verbouwd en kreeg het pand een landelijker uitstraling. In dezelfde tijd heeft tuinarchitect Roodbaard bijgedragen aan het ontwerp van een Engelse landschapstuin rondom de verbouwde State. De oorspronkelijke vormen van dat ontwerp zijn heden ten dage nog zichtbaar. In het park staan talrijke oude bomen, waaronder knotlinden, beuken en eiken. In het begin van de 20e eeuw werd het huis weer verbouwd en van 1910 tot en met 1921 als sanatorium gebruikt. In 1924 kreeg het de status van woonhuis terug en werd het woongedeelte verkleind.
Bij het verkrijgen van de fleckerechten in 1466 was Tyepke Onema de bezitter van de stins. Van 1679 tot 1940 bleef de familie Vegilin van Claerbergen in bezit van de state (uitgezonderd de periode 1910 tot en met 1921.
In 1940 is de stins en het park door de gemeente aangekocht maar de familie kon er tot 1948 nog blijven wonen. In 1950 werd het gebouw als gemeentehuis in gebruik genomen. Na deze nieuwe bestemming werden de nodige veranderingen uitgevoerd, waarbij de gracht werd gedempt, de toren afgebroken en nieuwbouw aan de bestaande state werd gepleegd.

## Ontwikkeling van de park tuin door de eeuwen heen

### Formele aanleg voor 1800
Onder het beheer van Hessel Vegelin van Claerbergen (1655-1715) werd in 1680 gestart met de aanleg van een grootschalige formele park tuin. In de jaren die volgden werd het park meerdere keren ingrijpend veranderd. Vooral de waterpartijen werden menigmaal vergraven en gedempt. De formele aanleg begon aan het einde van de zeventiende eeuw met het graven van een gracht rondom het huis en park.
Vanaf 1690 werden er vele wijzigingen aangebracht. Op een kaart van 1691 zijn losse vijvers ingetekend. Ook de plaats van de berg is op deze tekening zichtbaar. Op een andere kaart uit 1702 zijn de meeste losse vijvers gedempt en is de gracht verplaatst. Op een kaart uit 1708 zijn ook de laatste vijvers gedempt en de gracht in zuidwestelijke richting vergroot, waardoor een beeld van een Grand canal ontstond.
Een tekening uit 1711 van Johan, de zoon van Hessel laat het zijaanzicht van het zomerhuisje zien dat op de berg werd aangelegd. Na het overlijden van Hessel Vegelin van Claerbergen, kwam het landgoed in bezit van zoon Johan Vegelin van Claerbergen (1690-1773). Onder het beheer van Johan kwamen meerdere wijzigingen tot stand. Bewaard gebleven plattegronden van landmeter Willem Loré uit 1715 en 1716 tonen die wijzigingen aan. Op een kaart uit 1715 is te zien dat ronde vormen werden vervangen door geometrische vormen. Het meest opvallend was de aanleg van een 270 meter lange oprijlaan in het verlengde van de Midstraat. Aan beide zijden werden bomen aangeplant. Ook in andere delen van het park werden bomenrijen gepoot om het formele karakter te benadrukken.
Een situatiekaart uit 1735 laat zien hoe het park in de tussenliggende tijd is ontwikkeld.
Omstreeks 1720 werd het oude huis afgebroken en het nieuwe huis voor de spiegelvijver gebouwd, waardoor er binnen de aanleg twee tuinen ontstonden.

### Vroeg landschappelijke aanleg 1800-1817
In de negentiende eeuw werd het park wederom drastisch gewijzigd. Valerius Lodewijk Vegelin van Claerbergen (1774-1844) woonde inmiddels op Heremastate. Onder zijn bewind werd de formele tuin veranderd in een landschapspark waar ronde vormen domineren binnen het padenstelsel.

### Laat landschappelijke aanleg na 1817
In de periode 1828-1832 maakte Lucas Pieters Roodbaard (1782-1851) een ontwerp voor de nieuwe aanleg. Ook was hij betrokken bij de uitvoering van die nieuwe aanleg. In 1832 vonden de werkzaamheden plaats. De vijver bij de ingang van het park werd zodanig vergraven, dat er optimaal zicht ontstond vanuit het huis op het water. Tussen 1834 en 1839 vonden er verfraaiingen aan het park plaats binnen het Roodbaardontwerp.
Na 1839 vonden er nog verschillende aanpassingen plaats. De formele berg werd afgegraven en in landschapsstijl hersteld. De berg kreeg hierdoor een belangrijke functie in het stelsel van zichtlijnen op de omliggende omgeving. In de jaren 1845 en 1846 werden grote hoeveelheden bomen aangeplant waaronder zware eiken en vele jonge eiken. Ondanks het feit dat de landschapsstijl over een aantal jaren in fases werd uitgevoerd, bleef het park een eenheid met een slingerend padenstelsel tussen de zichtlijnen waardoor het park optimaal beleefd kon worden. In 1878 werd het park geroemd om zijn waterpartijen, hoog opgaande boomgroepen en groene gazons.

### Ontwikkelingen van het park in de twintigste en eenentwintigste eeuw
Vanaf het einde van de negentiende eeuw raakte het park steeds meer in verval. Het werd voor de familie Vegelin van Claerbergen steeds moeilijker om het park te beheren en te onderhouden. In 1940 werd de state en het park verkocht aan de gemeente Haskerland. Het park werd daardoor publiek domein waardoor het nog meer in verval raakte. 
Gemeente Skarsterlân is in 2012 begonnen met het ontwikkelen van plannen om Heremastate, een van de belangrijkste landschappelijke parken van Friesland, te renoveren waarbij getracht zal worden om de historische elementen waar mogelijk terug te laten komen, waarbij het Roodbaard ontwerp als leidraad zal dienen.

## De Berg
Het park zelf is door de eeuwen heen vaak veranderd. In de loop van de 18e eeuw is waarschijnlijk de aarden berg opgeworpen met daarop een zomerhuisje. Deze heuvel bestaat nog steeds en wordt in de volksmond nog altijd berg genoemd. Het zomerhuis is al lang niet meer.
In de berg is destijds een ijskelder aangelegd. In de wintermaanden werden brokken ijs uit de parkvijver gehaald en in de kelder gebracht waardoor de ruimte in de zomermaanden koel bleef.

## Stinsenflora
De ooit zo rijke stinsenflora van het statige park heeft de laatste decennia erg te lijden gehad door diverse bouwactiviteiten op het landgoed, zo is door het organiseren van openluchtevenementen een deel van de planten verdwenen.
Van sommige soorten, zoals de holwortel en het lenteklokje, komen er in het vroege voorjaar nog maar een paar exemplaren tevoorschijn. Andere stinsenplanten als het sneeuwklokje en de krokus zorgen met honderden tegelijk toch nog voor een uitgestrekt bloementapijt.
Soorten die nog in het park voorkomen zijn onder andere het sneeuwklokje, lenteklokje, vingerhelmbloem, holwortel, krokus, anemoon, bostulp, knikkende vogelmelk, adderwortel en dubbele bosanemoon.

## Vogelsoorten
Veel verstoringen in en om het park (door onder andere, evenementen rondom het openluchttheater, bouwactiviteiten en vandalisme) hebben ertoe geleid, dat de eens zo rijke vogelstand drastisch achteruit is gegaan. De roekenkolonie in de hoge kronen van de oude bomen heeft schijnbaar nergens last van en dijt nog steeds uit.

## Omgeving
In het oosten grenst Park Heremastate aan de Midstraat (Fries: Midstritte). Deze hoofdstraat van Joure ligt in het verlengde van de statige oprijlaan van het park.
Ten noorden werd het park tot voor kort omsloten door de Groene Dijk (Fries: Griene dyk) en de Zijlroede (achter de Jouster sluis). Thans ligt er tussen Heremastate en de Groene Dijk een passantenhaven.
Aan de westkant werden de moestuinen van het park tot eind twintigste eeuw door de Jonkersloot omzoomd. De Jonkersloot ter plaatse en de moestuinen zijn geofferd voor de aanleg van een opberghaven voor leden van J.W.S.
De zuidkant grenst aan een restant van de Boeresingel en aan natuurterrein De Famberhorst.

## Ecologische verbinding
Omdat het park voor een deel omsloten is door bebouwing, ligt het aan het eind van de ecologische verbinding (groene as) Friese meren. Langweerderwielen, natuurterrein De Twigen, windsingel de Omkromte (achter de kooilaan), natuurterrein De Famberhorst en Park Heremastate.

## Recente ontwikkelingen in het park
Het park is de in de tweede helft van de twintigste eeuw verworden tot een feest- en evenemententerrein rondom het openluchttheater. Ook de jaarlijkse Agrarische Schouw trekt een zware wissel op het natuurschoon van het park. In 1988 liet de gemeente Skarsterlân een renovatieplan ontwikkelen, om het park in de toekomst zijn oude allure terug te geven. Het gepresenteerde plan zou een kaalslag onder de eeuwenoude bomen betekenen. Voor veel mensen ging deze kap veel te ver. De in 1987 opgerichte stichting Vrienden van Heremastate kwam er tegen in het geweer. Er werd een ludieke actie op touw gezet waarbij de bedreigde bomen werden voorzien van opvallende linten. Deze actie zorgde voor veel publiciteit, waarop de gemeente besloot een hoorzitting over het plan te houden. Tijdens deze zitting liepen de emoties zo hoog op, dat de gemeente besloot het gehele renovatieplan in te trekken.
Er kwam een nieuw plan met als uitgangspunt, geleidelijke renovatie van het park en verjonging van bomen en onderbegroeiing. Daarna ging de verwaarlozing van het park gewoon door. Pas in 1993 zijn positieve ontwikkelingen op gang gekomen: doodzieke bomen zijn weggehaald en 46 jonge linden werden ter vervanging  aan de oprijlaan geplant. 
In 2011 is er een fontein in de vorm van een pompeblêd geplaatst ter gelegenheid van het afscheid van oud-burgemeester Bert Kuiper. In 2013 heeft de ondernemersvereniging Skarsterlân een bankje geschonken in verband met hun jubileum.

## Moai Skarsterlân
Naast de in 1987 opgerichte stichting "Vrienden van Heremastate" was de groepering "Houdt Skarsterlân Mooi" actief. Zij hielden zich ook met andere natuurhistorische monumenten in de gemeente Skarsterlân bezig. Beide groeperingen namen zitting in diverse klankbordgroepen. In 2009 werden de krachten gebundeld wat op 19 november 2009 resulteerde in de oprichting van de vereniging “Moai Skarsterlân”.

## Toegankelijkheid
Na de aankoop van Park Heremastate door de gemeente Haskerland in 1940, werd het park openbare ruimte en voor iedereen toegankelijk. 's Nachts tussen 23 uur en 6 uur wordt het park gesloten.

## Fotogalerij

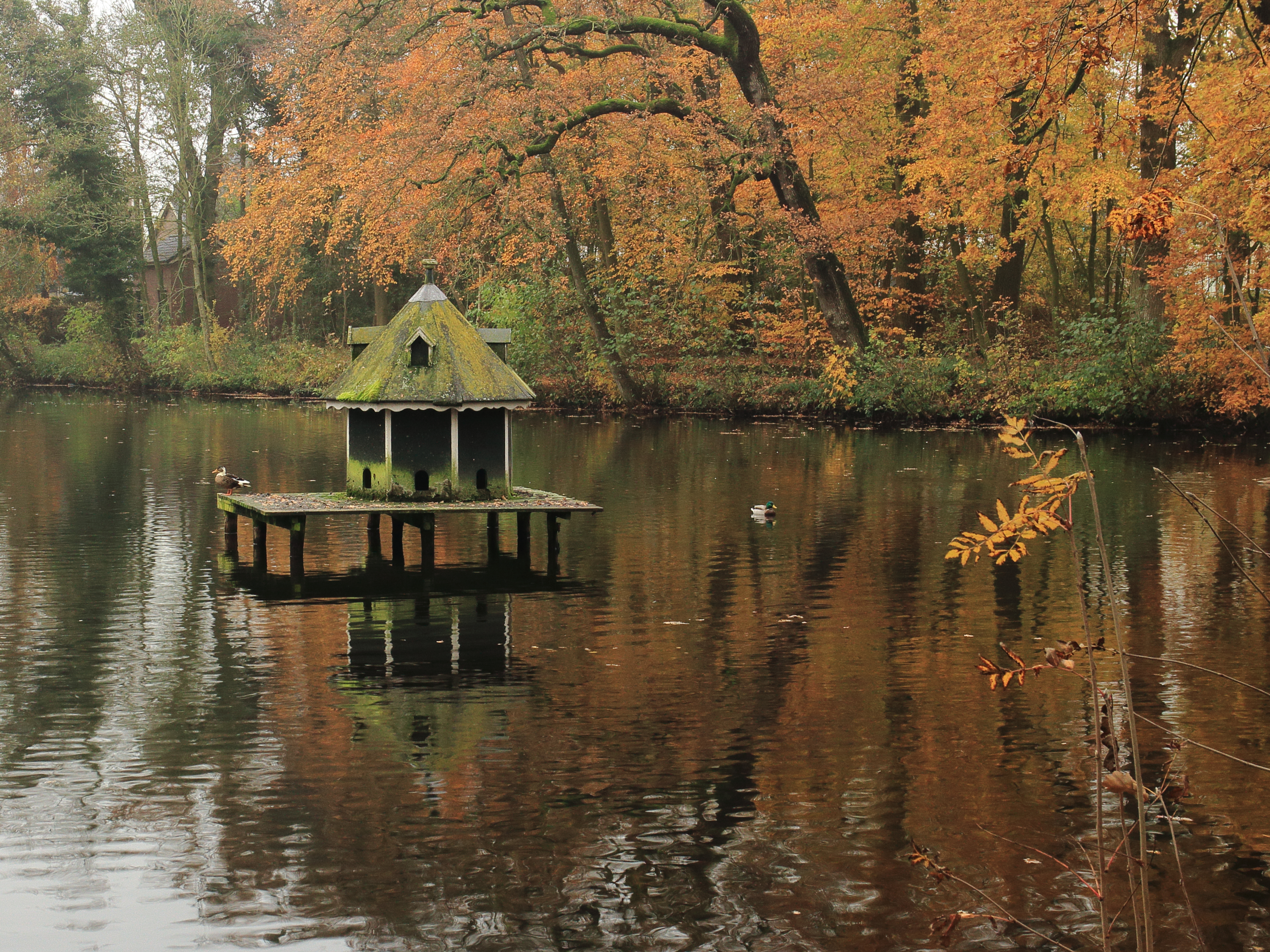
Herfstsfeer in historisch park Heremastate.
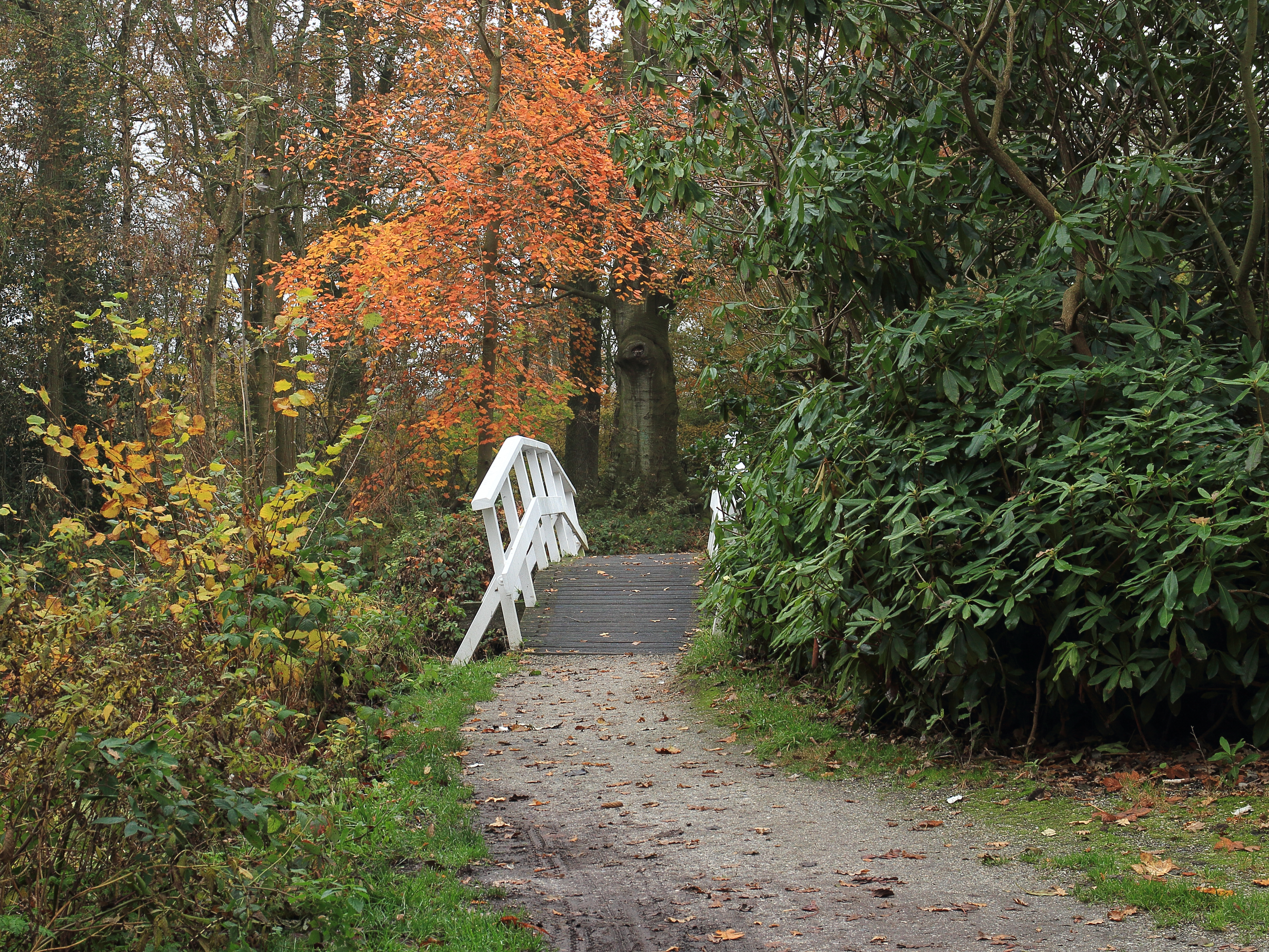
Bruggetje over grote vijver.
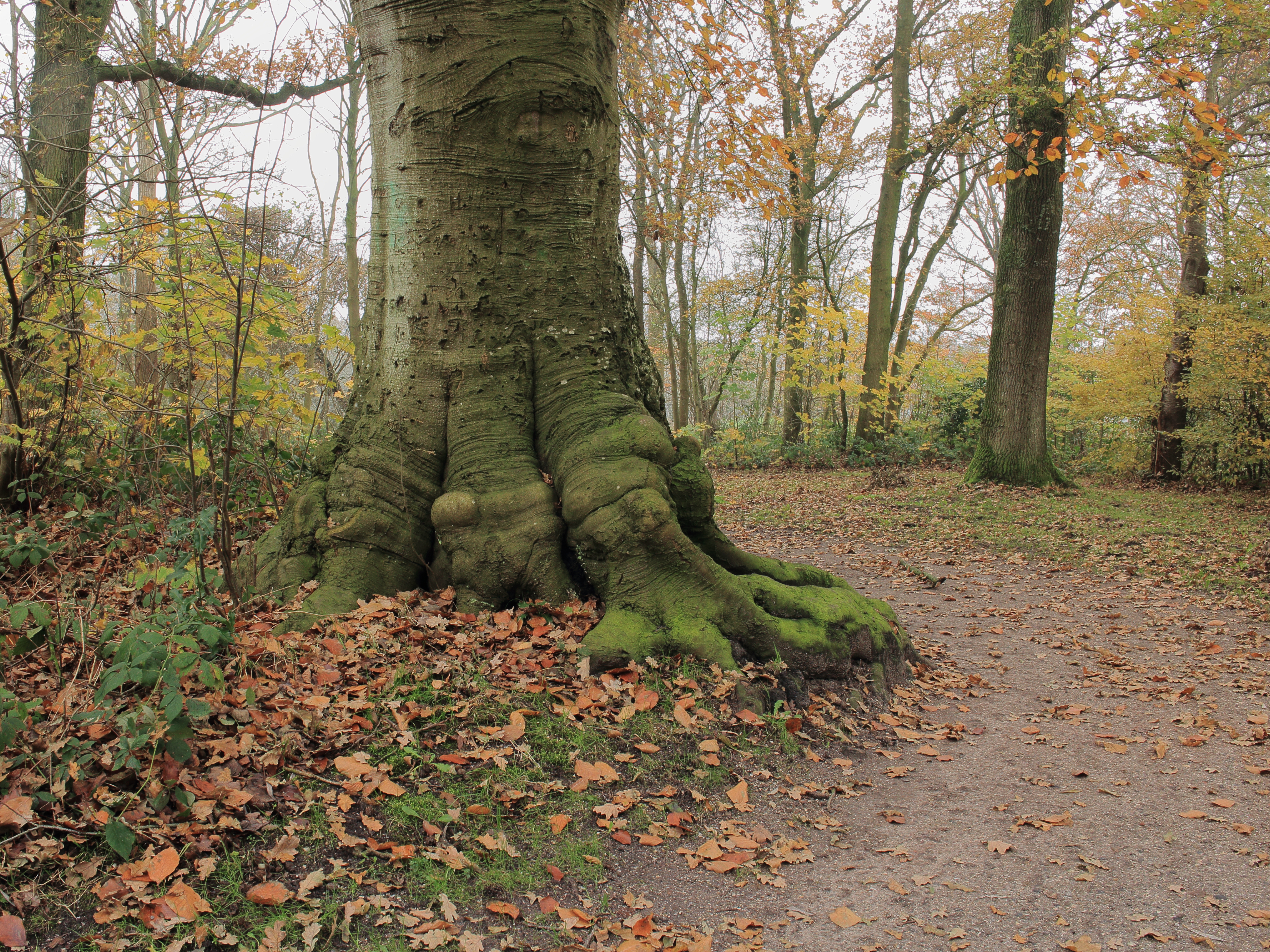
Doorleefde schoonheid.
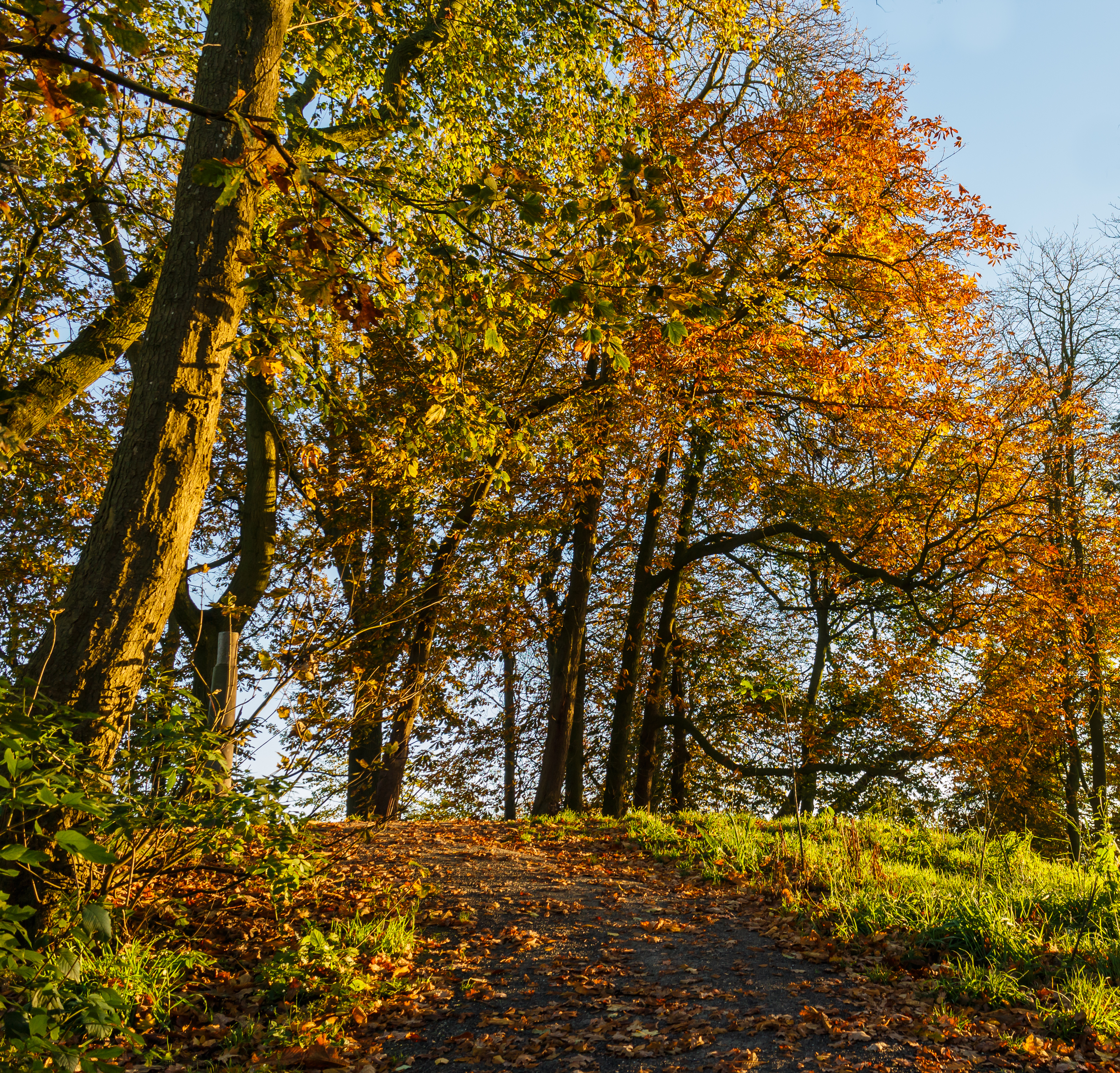
Bomen in herfsttinten op de 'berg'.
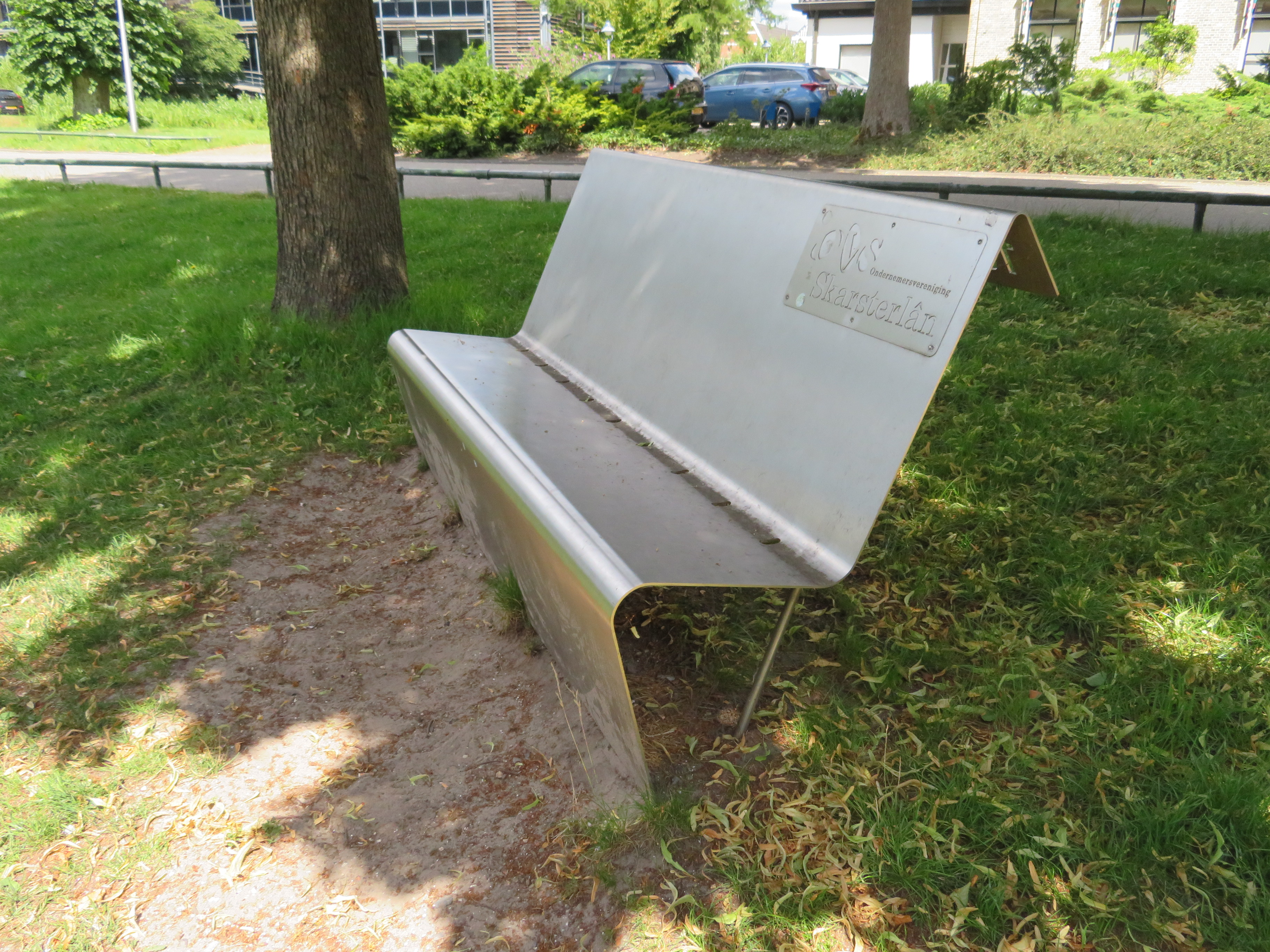
Bankje, geplaatst in 2013.

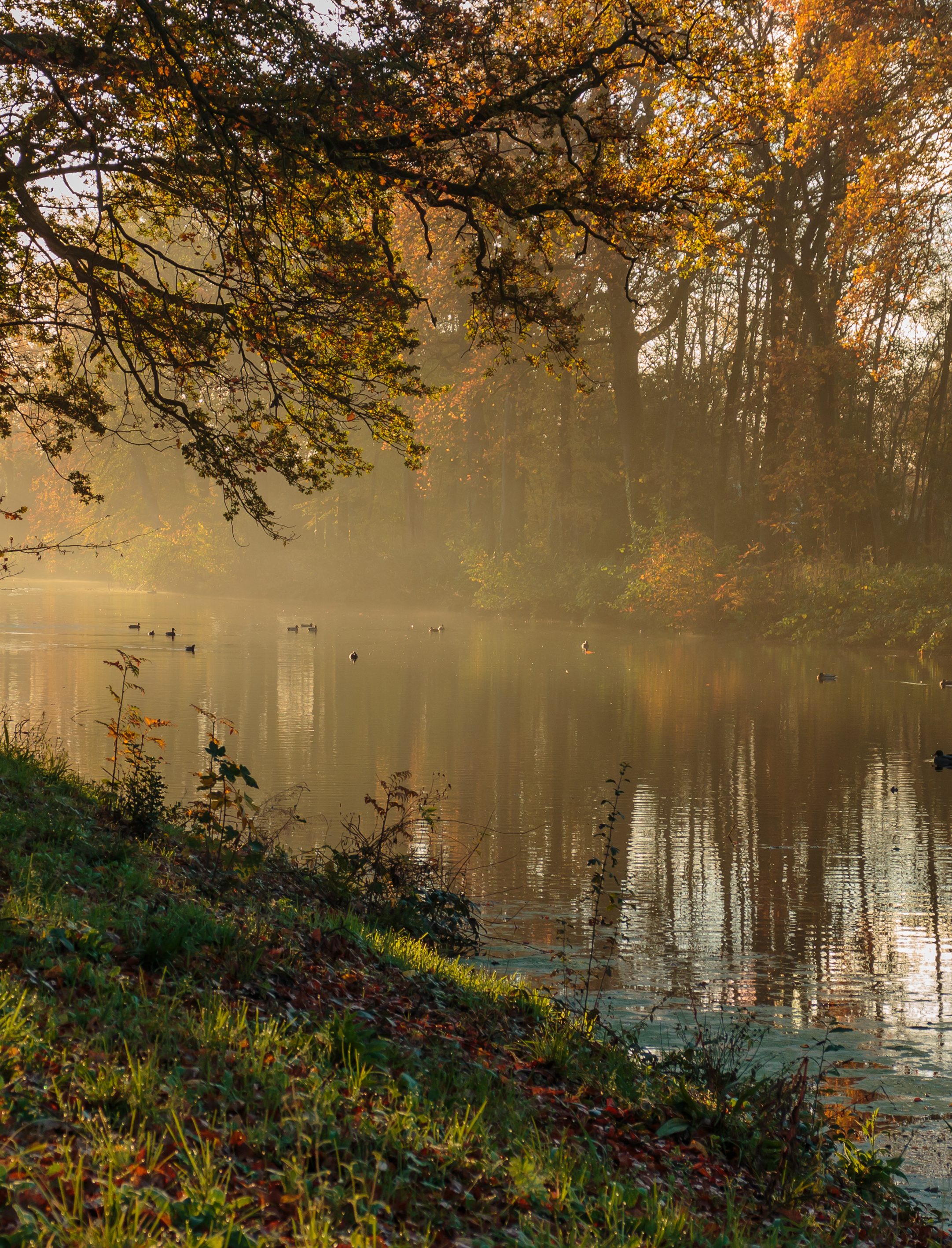
Herfst in Historisch park Heremastate
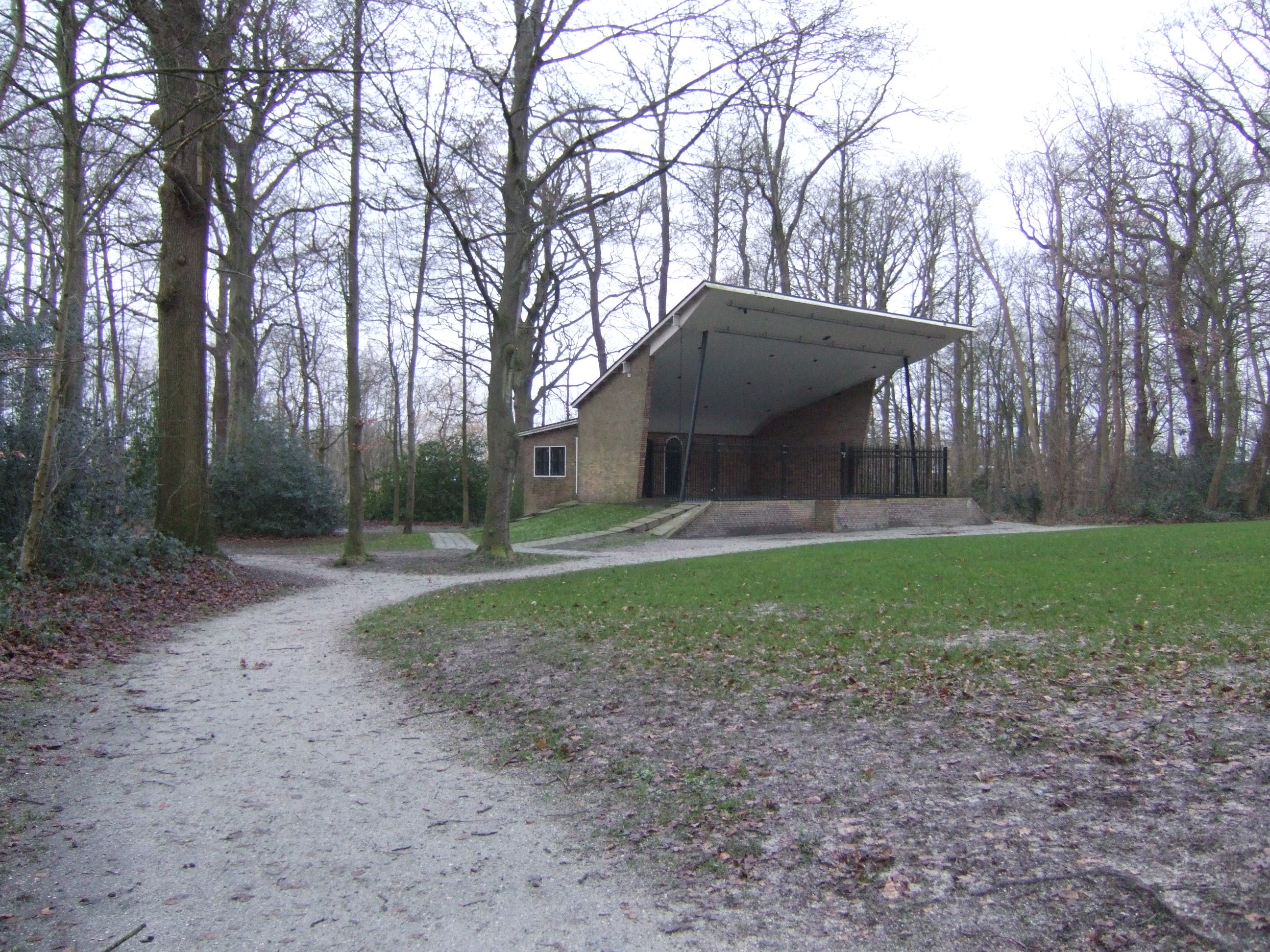
Openluchttheater midden in het park.
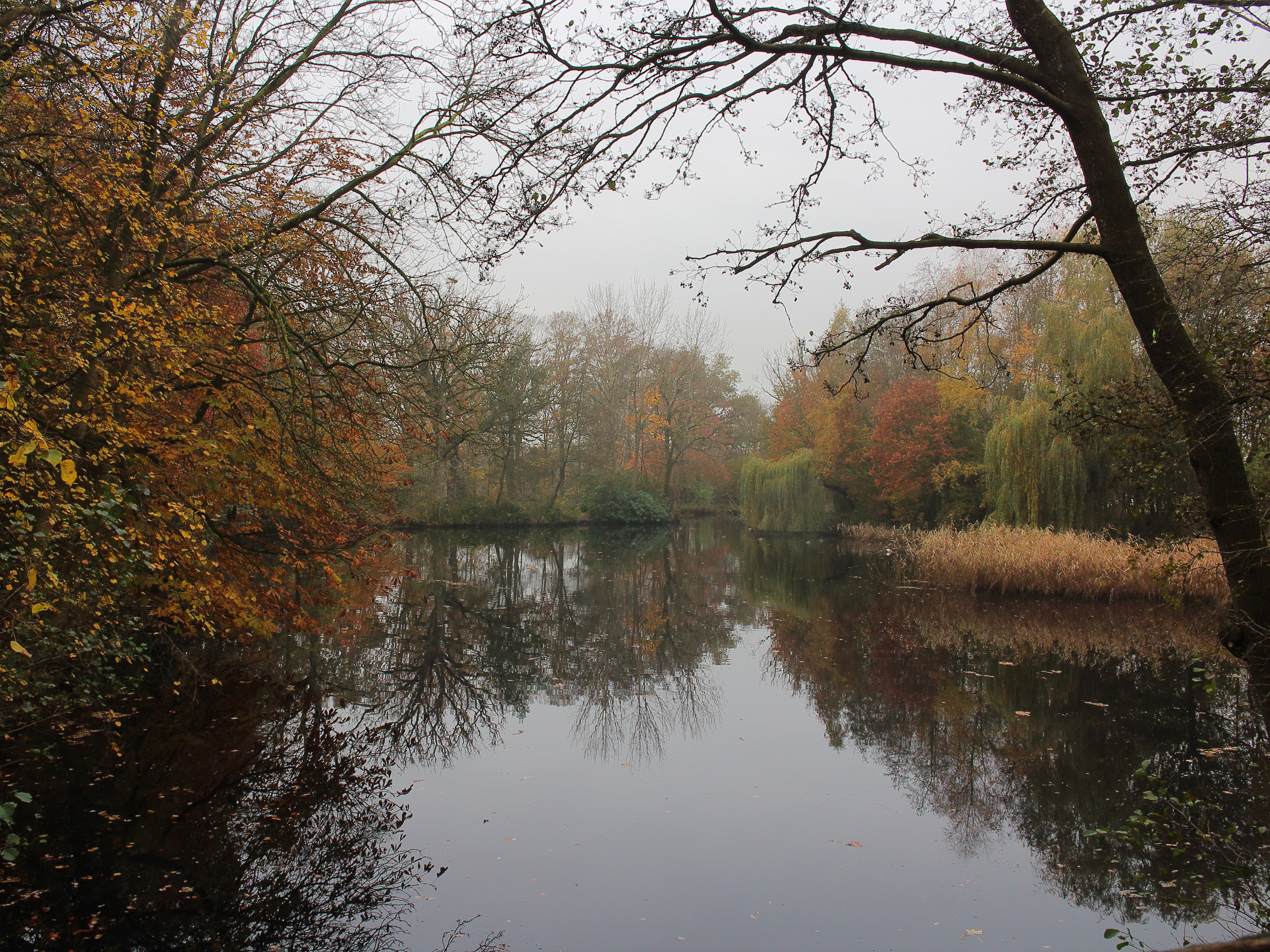
Kleine vijver achter in het park.
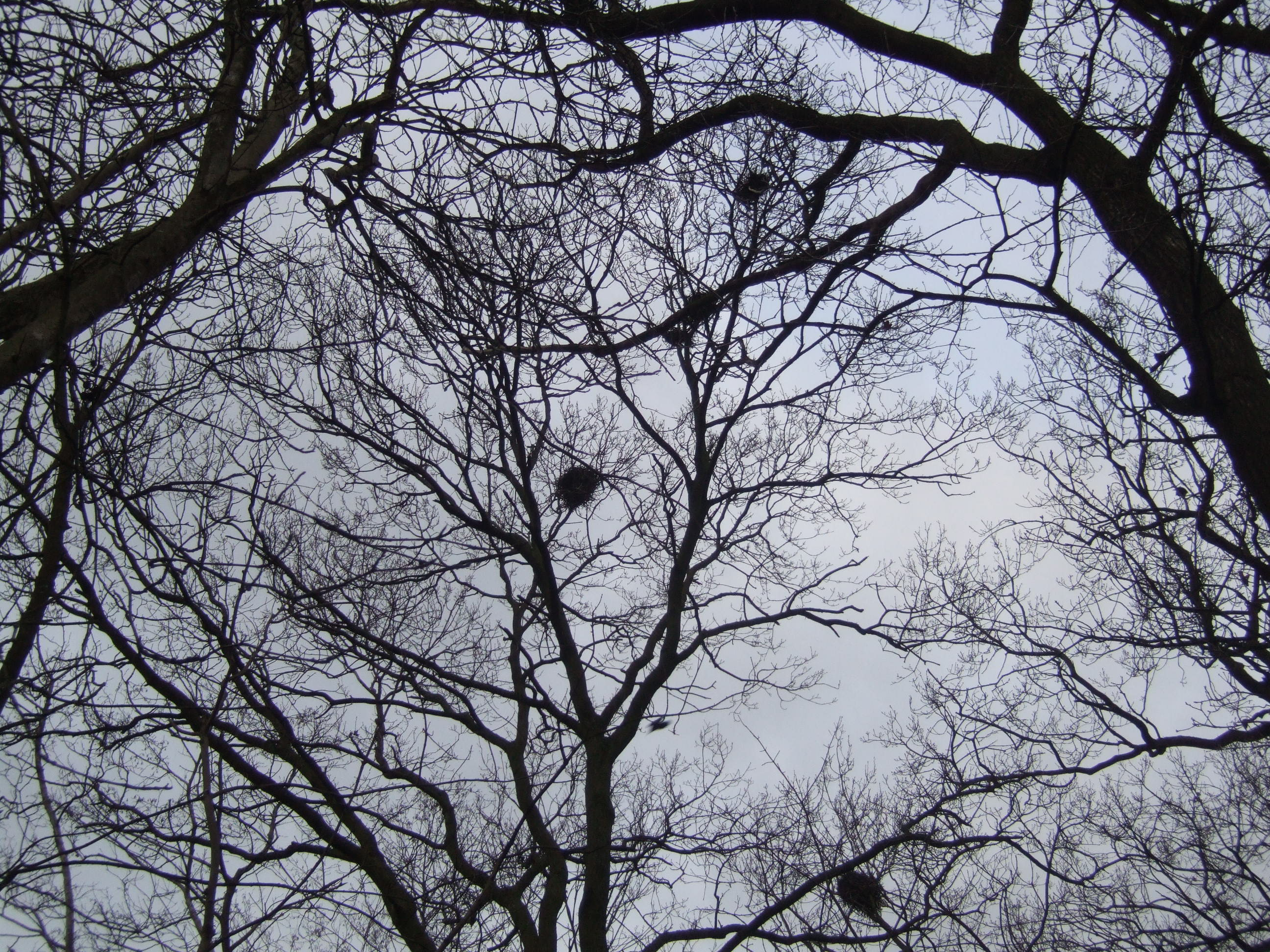
Enkele nesten van de roekenkolonie in het park.
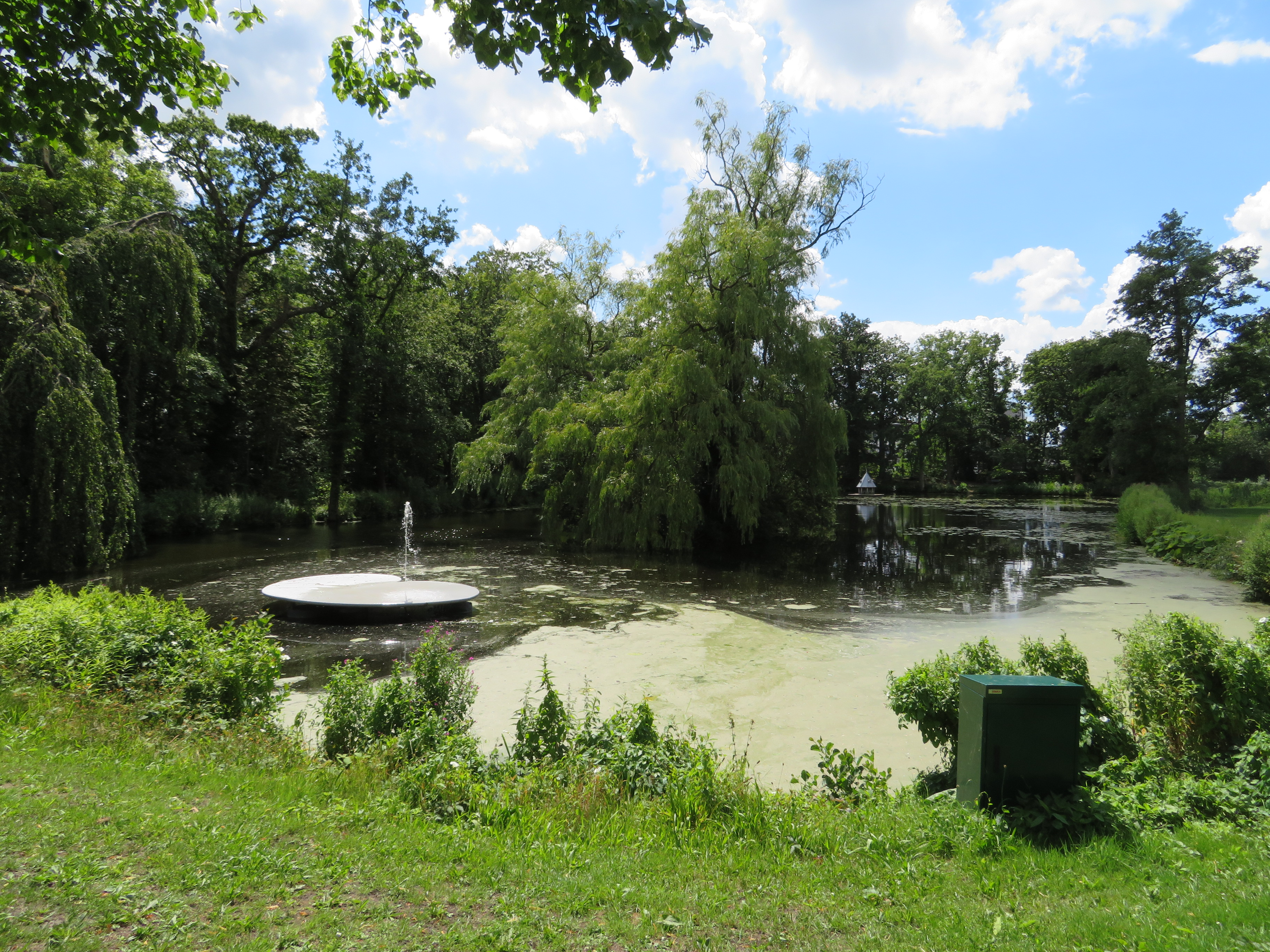
Zomer 2020